# Karamoko Cissé
Karamoko Cissé (Koubia, 14 novembre 1988) è un ex calciatore guineano, di ruolo attaccante.

## Caratteristiche tecniche
È un centravanti, molto forte fisicamente dotato di un ottimo colpo di testa in grado di perforare le difese avversarie.

## Carriera

### Club

#### Gli inizi: Atalanta e prestito al Verona
Cresciuto nelle giovanili della Virtus Petosino (2 anni), passato poi nelle giovanili dell'Atalanta, ha esordito in serie A il 26 novembre 2006 in Atalanta-Torino 1-2.
L'anno successivo viene mandato a farsi le ossa in Serie C1 a Verona con la formula del prestito, senza però incidere nella formazione scaligera.
La stagione seguente ritorna a Bergamo dove non vede mai il campo di gioco, anche per colpa dei numerosi infortuni che ne caratterizzano il rendimento.

#### Albinoleffe
Nel gennaio 2009 viene ceduto in comproprietà all'Albinoleffe nello scambio che ha portato Federico Peluso in maglia nerazzurra.

Segna il primo goal con la maglia celeste il 24 gennaio nella sfida vinta dall'Albinoleffe ai danni del Modena (2-1). A fine stagione saranno 15 le presenze, condite con 2 reti.

L'anno seguente la comproprietà viene rinnovata. Un grave infortunio gli compromette la stagione, tant'è che disputa solamente 11 gare.
Nella stagione 2010-2011 parte bene, segnando un gol nella prima uscita stagionale della squadra in Coppa Italia contro il Pescara. In campionato, la punta si sblocca alla quinta giornata, sempre contro il Pescara, siglando una rete su calcio di rigore senza però evitare la sconfitta della squadra (1-2). Sigla la sua prima doppietta in carriera il 4 dicembre, regalando la vittoria ai seriani contro l'Empoli.
Il 18 dicembre 2012, a seguito di un controllo effettuato il 2 dicembre dopo la partita contro il Pavia dove sbagliò peraltro un rigore, è stato sospeso in via cautelare dal Tribunale Nazionale Antidoping a causa del ritrovamento di THC Metabolita (cannabis) presente nel corpo.
Inizia la stagione 2013-2014 segnando nella prima gara ufficiale disputata, il 4 agosto contro la Turris in Coppa Italia. Successivamente realizza 2 gol in 14 presenze in campionato e realizza una doppietta nell'unica partita di play-off giocata dai bergamaschi, sul campo della Cremonese. Nel giugno del 2014, viene ceduto a titolo definitivo alla Casertana, squadra di Lega Pro. Lascia quindi l'Albinoleffe dopo cinque stagioni consecutive con un bilancio complessivo di 106 presenze e 21 gol segnati fra tutte le competizioni.

#### Casertana
Arrivato a Caserta nel giugno 2014, fa il suo esordio con i Falchetti subentrando a Diakité nella partita del 20 settembre successivo, sul campo della Paganese; chiude la stagione con un totale di 12 reti in 25 presenze. Il 13 luglio 2015 passa al Benevento a titolo definitivo.

#### Benevento
Il 14 luglio del 2015 viene ingaggiato dal Benevento con cui firma un contratto biennale. Il 30 aprile 2016 realizza una delle tre reti con cui i Sanniti battono il Lecce, conquistando la promozione in serie B con una giornata d'anticipo.
Riconfermato come membro della squadra campana, Cissé mette a segno 4 reti nelle 27 partite da lui disputate nel campionato 2016-2017. La stagione culmina con la promozione in Serie A, grazie alla vittoria della finale play-off contro il Carpi.

#### Bari
Il 31 agosto del 2017, nell'ultimo giorno del mercato estivo, passa a titolo definitivo dal Benevento al Bari firmando un contratto fino al giugno 2020. Debutta il 3 settembre 2017 nella partita in casa dell'Empoli, persa per 3-2. Venti giorni dopo segna i primi gol, realizzando una doppietta alla Ternana, nella gara vinta per 3-0. Chiude l'annata realizzando 4 gol in 32 presenze, e non entra in campo nel playoff col Cittadella.

#### Hellas Verona e i prestiti al Carpi e alla Juve Stabia
Il 18 giugno 2018 fa il suo ritorno al Verona, squadra dove aveva già giocato nella stagione 2007-2008, per una cifra che si aggira intorno agli 800.000€. Rimasto fuori le prime gare a causa di un infortunio al bicipite femorale, debutta il 22 settembre nella trasferta vinta a Crotone (2-1), subentrando a Lubomir Tupta.
Dopo aver giocato solo 6 partite con i veneti, il 31 gennaio 2019 passa a titolo temporaneo al Carpi, dove il 2 febbraio debutta giocando gli ultimi 9' proprio contro il Verona, rilevando Andrea Arrighini. Il 27 aprile segna i primi gol, nella fattispecie una doppietta in casa della Salernitana, nella vittoria per 5-2 della formazione emiliana; chiude la sua parentesi al Carpi con 9 presenze e 3 reti. Il 20 agosto 2019 viene preso in prestito con obbligo di riscatto dalla Juve Stabia, società neopromossa in Serie B. Cinque giorni dopo, nel debutto con i campani, va subito a segno nella prima del campionato di serie B, realizzando il gol del momentaneo pareggio in casa dell'Empoli, nella partita persa per 2-1.

#### Cittadella e Padova
Il 2 ottobre 2020 viene ceduto a titolo definitivo dal Cittadella.
Il 1º febbraio del 2021 viene ceduto in Serie C al Padova, in cambio di Giacomo Beretta.

### Nazionale
Esordisce in nazionale il 20 novembre 2007 nell'amichevole disputata dalla Guinea contro l'Angola, finendo anche sul tabellino dei marcatori.

È stato convocato dalla nazionale guineana per la Coppa delle nazioni africane 2008, dove ha disputato tutte e 4 le partite della Guinea, subentrando sempre dalla panchina, contro il Ghana, il Marocco, la Namibia e il quarto di finale contro la Costa d'Avorio.

## Statistiche

### Presenze e reti nei club
Statistiche aggiornate al 10 gennaio 2023.
| Stagione             | Squadra              | Campionato           | Campionato | Campionato | Coppe nazionali | Coppe nazionali | Coppe nazionali | Coppe continentali | Coppe continentali | Coppe continentali | Altre coppe | Altre coppe | Altre coppe | Totale | Totale |
| Stagione             | Squadra              | Comp                 | Pres       | Reti       | Comp            | Pres            | Reti            | Comp               | Pres               | Reti               | Comp        | Pres        | Reti        | Pres   | Reti   |
| -------------------- | -------------------- | -------------------- | ---------- | ---------- | --------------- | --------------- | --------------- | ------------------ | ------------------ | ------------------ | ----------- | ----------- | ----------- | ------ | ------ |
| 2006-2007            | Atalanta             | A                    | 3          | 0          | CI              | 0               | 0               | -                  | -                  | -                  | -           | -           | -           | 3      | 0      |
| 2007-2008            | Verona               | C1                   | 23+2       | 1          | CI-C            | 0               | 0               | -                  | -                  | -                  | -           | -           | -           | 25     | 1      |
| 2008-gen. 2009       | Atalanta             | A                    | 0          | 0          | CI              | 0               | 0               | -                  | -                  | -                  | -           | -           | -           | 0      | 0      |
| Totale Atalanta      | Totale Atalanta      | Totale Atalanta      | 3          | 0          |                 | 0               | 0               |                    | -                  | -                  |             | -           | -           | 3      | 0      |
| gen.-giu. 2009       | AlbinoLeffe          | B                    | 15         | 2          | CI              | 0               | 0               | -                  | -                  | -                  | -           | -           | -           | 15     | 2      |
| 2009-2010            | AlbinoLeffe          | B                    | 11         | 1          | CI              | 0               | 0               | -                  | -                  | -                  | -           | -           | -           | 11     | 1      |
| 2010-2011            | AlbinoLeffe          | B                    | 21+2       | 4          | CI              | 2               | 1               | -                  | -                  | -                  | -           | -           | -           | 25     | 5      |
| 2011-2012            | AlbinoLeffe          | B                    | 19         | 3          | CI              | 0               | 0               | -                  | -                  | -                  | -           | -           | -           | 19     | 3      |
| 2012-2013            | AlbinoLeffe          | 1D                   | 17         | 5          | CI+CI-LP        | 1+1             | 0               | -                  | -                  | -                  | -           | -           | -           | 19     | 5      |
| 2013-2014            | AlbinoLeffe          | 1D                   | 14+1       | 2+2        | CI+CI-LP        | 2+0             | 1+0             | -                  | -                  | -                  | -           | -           | -           | 17     | 5      |
| Totale AlbinoLeffe   | Totale AlbinoLeffe   | Totale AlbinoLeffe   | 97+3       | 19         |                 | 6               | 2               |                    | -                  | -                  |             | -           | -           | 106    | 21     |
| 2014-2015            | Casertana            | LP                   | 25         | 12         | CI+CI-LP        | 2+1             | 0               | -                  | -                  | -                  | -           | -           | -           | 28     | 12     |
| 2015-2016            | Benevento            | LP                   | 25         | 8          | CI+CI-LP        | 1+2             | 0+4             | -                  | -                  | -                  | -           | -           | -           | 28     | 12     |
| 2016-2017            | Benevento            | B                    | 27+3       | 4          | CI              | 0               | 0               | -                  | -                  | -                  | -           | -           | -           | 30     | 4      |
| ago. 2017            | Benevento            | A                    | 2          | 0          | CI              | 0               | 0               | -                  | -                  | -                  | -           | -           | -           | 2      | 0      |
| Totale Benevento     | Totale Benevento     | Totale Benevento     | 54+3       | 12         |                 | 3               | 4               |                    | -                  | -                  |             | -           | -           | 60     | 16     |
| 2017-2018            | Bari                 | B                    | 32+1       | 4          | CI              | 0               | 0               | -                  | -                  | -                  | -           | -           | -           | 33     | 4      |
| 2018-gen. 2019       | Verona               | B                    | 6          | 0          | CI              | 0               | 0               | -                  | -                  | -                  | -           | -           | -           | 6      | 0      |
| Totale Hellas Verona | Totale Hellas Verona | Totale Hellas Verona | 29+2       | 1          |                 | 0               | 0               |                    | -                  | -                  |             | -           | -           | 31     | 1      |
| gen.giu. 2019        | Carpi                | B                    | 9          | 3          | CI              | 0               | 0               | -                  | -                  | -                  | -           | -           | -           | 9      | 3      |
| 2019-2020            | Juve Stabia          | B                    | 13         | 3          | CI              | 0               | 0               | -                  | -                  | -                  | -           | -           | -           | 13     | 3      |
| 2020-gen.2021        | Cittadella           | B                    | 10         | 1          | CI              | 0               | 0               | -                  | -                  | -                  | -           | -           | -           | 10     | 1      |
| gen.-giu. 2021       | Padova               | C                    | 6          | 2          | CI              | -               | -               | -                  | -                  | -                  | -           | -           | -           | 6      | 2      |
| 2021-2022            | Padova               | C                    | 14+1       | 0          | CI-C            | 3               | 0               | -                  | -                  | -                  | -           | -           | -           | 18     | 0      |
| Totale Padova        | Totale Padova        | Totale Padova        | 20+1       | 2          |                 | 3               | 0               |                    | -                  | -                  |             | -           | -           | 24     | 2      |
| Totale carriera      | Totale carriera      | Totale carriera      | 277+10     | 54         |                 | 15              | 6               |                    | -                  | -                  |             | -           | -           | 292    | 60     |

### Cronologia presenze e reti in nazionale
| Cronologia completa delle presenze e delle reti in nazionale ― Guinea | Cronologia completa delle presenze e delle reti in nazionale ― Guinea | Cronologia completa delle presenze e delle reti in nazionale ― Guinea | Cronologia completa delle presenze e delle reti in nazionale ― Guinea | Cronologia completa delle presenze e delle reti in nazionale ― Guinea | Cronologia completa delle presenze e delle reti in nazionale ― Guinea | Cronologia completa delle presenze e delle reti in nazionale ― Guinea | Cronologia completa delle presenze e delle reti in nazionale ― Guinea |
| Data                                                                  | Città                                                                 | In casa                                                               | Risultato                                                             | Ospiti                                                                | Competizione                                                          | Reti                                                                  | Note                                                                  |
| --------------------------------------------------------------------- | --------------------------------------------------------------------- | --------------------------------------------------------------------- | --------------------------------------------------------------------- | --------------------------------------------------------------------- | --------------------------------------------------------------------- | --------------------------------------------------------------------- | --------------------------------------------------------------------- |
| 20-11-2007                                                            | Melun                                                                 | Angola                                                                | 0 – 3                                                                 | Guinea                                                                | Amichevole                                                            | 1                                                                     |                                                                       |
| 20-1-2008                                                             | Accra                                                                 | Ghana                                                                 | 2 – 1                                                                 | Guinea                                                                | Coppa d'Africa 2008 - 1º turno                                        | -                                                                     |                                                                       |
| 24-1-2008                                                             | Accra                                                                 | Guinea                                                                | 3 – 2                                                                 | Marocco                                                               | Coppa d'Africa 2008 - 1º turno                                        | -                                                                     |                                                                       |
| 28-1-2008                                                             | Accra                                                                 | Guinea                                                                | 1 – 1                                                                 | Namibia                                                               | Coppa d'Africa 2008 - 1º turno                                        | -                                                                     |                                                                       |
| 3-2-2008                                                              | Sekondi-Takoradi                                                      | Costa d'Avorio                                                        | 5 – 0                                                                 | Guinea                                                                | Coppa d'Africa 2008 - Quarti di finale                                | -                                                                     |                                                                       |
| 25-3-2008                                                             | Montreuil                                                             | Guinea                                                                | 2 – 0                                                                 | Togo                                                                  | Amichevole                                                            | -                                                                     |                                                                       |
| 1-6-2008                                                              | Conakry                                                               | Guinea                                                                | 0 – 0                                                                 | Zimbabwe                                                              | Qual. Mondiali 2010                                                   | -                                                                     |                                                                       |
| 11-2-2009                                                             | Bondoufle                                                             | Camerun                                                               | 3 – 1                                                                 | Guinea                                                                | Amichevole                                                            | -                                                                     |                                                                       |
| 28-3-2009                                                             | Ouagadougou                                                           | Burkina Faso                                                          | 4 – 2                                                                 | Guinea                                                                | Qual. Mondiali 2010                                                   | -                                                                     |                                                                       |
| 7-6-2009                                                              | Conakry                                                               | Guinea                                                                | 1 – 2                                                                 | Costa d'Avorio                                                        | Qual. Mondiali 2010                                                   | -                                                                     |                                                                       |
| 21-6-2009                                                             | Conakry                                                               | Guinea                                                                | 2 – 1                                                                 | Malawi                                                                | Qual. Mondiali 2010                                                   | -                                                                     |                                                                       |
| 12-8-2009                                                             | Cairo                                                                 | Egitto                                                                | 3 – 3                                                                 | Guinea                                                                | Amichevole                                                            | -                                                                     |                                                                       |
| 5-9-2010                                                              | Addis Abeba                                                           | Etiopia                                                               | 1 – 4                                                                 | Guinea                                                                | Qual. Coppa d'Africa 2012                                             | 1                                                                     |                                                                       |
| 10-10-2010                                                            | Conakry                                                               | Guinea                                                                | 1 – 0                                                                 | Nigeria                                                               | Qual. Coppa d'Africa 2012                                             | -                                                                     |                                                                       |
| 17-11-2010                                                            | Saint-Gratien                                                         | Guinea                                                                | 1 – 2                                                                 | Burkina Faso                                                          | Amichevole                                                            | 1                                                                     |                                                                       |
| 9-2-2011                                                              | Dakar                                                                 | Senegal                                                               | 3 – 0                                                                 | Guinea                                                                | Amichevole                                                            | -                                                                     |                                                                       |
| 27-3-2011                                                             | Antananarivo                                                          | Madagascar                                                            | 1 – 1                                                                 | Guinea                                                                | Qual. Coppa d'Africa 2012                                             | -                                                                     |                                                                       |
| 11-11-2011                                                            | Mantes-la-Ville                                                       | Guinea                                                                | 1 – 4                                                                 | Senegal                                                               | Amichevole                                                            | -                                                                     |                                                                       |
| 15-11-2011                                                            | Viry-Châtillon                                                        | Guinea                                                                | 1 – 1                                                                 | Burkina Faso                                                          | Amichevole                                                            | -                                                                     |                                                                       |
| Totale                                                                |                                                                       | Presenze                                                              | 19                                                                    |                                                                       | Reti                                                                  | 3                                                                     |                                                                       |

## Palmarès

### Club

#### Competizioni giovanili
- Campionato Allievi Nazionali: 1

Atalanta: 2004-2005

#### Competizioni nazionali
- Lega Pro: 1

Benevento: 2015-2016 (girone C)
- Coppa Italia Serie C: 1

Padova: 2021-2022